# Mihalj Šilobod
Mihalj Šilobod-Bolšić ali Mijo Šilobod (Sillobod-Bollsich) hrvaški matematik, pisatelj, katoliški duhovnik, avtor prve kajkavske aritmetike. * 1. november, 1724. Podgrađe Podokićko; † 8. april, 1787. Sveta Nedelja.
Oče mu je bil Andrija (Andrej) Šilobod, oficir slunjskega polka hrvaške Vojne krajine. Mati mu je bila Margareta Gunarič. Družina je dobila plemniški status od cesarice Marije Terezije leta 1758.
Mihalj Šilobod je hodil v ljudsko šolo v Samobor, potem v zagrebško jezuitsko gimnazijo. Filozofijo je študiral na Dunaju. Verjetno je bil študent bolonjske univerze.
Njegovo glavno delo je Aritmetika Horvatszka, v ti knjigi je ustvaril kajkavsko terminologijo matematike, tako pa prispeval v razvoju knjižne kajkavščine.

## Delo
- Arithmetika Horvatszka koju na obchinſzku vſzega Orſzaga haſzen, y potrebochu z-vnogemi izebranemi Példami obilnò iztolnachil, y na ſzvetlo dál je: Mihaly Sillobod, Drugàch Bolssich Martinszke Veszi plebanus (1758)
- Fundamentum cantus Gregoriani, seu chroralis pro Captu Tyronis discipuli, ex probatis authoribus collectum, et brevi, ac facili dialogica methodo in lucem expositum opera, ac studio. A.R.D. Miachaelis Sillobod, parochi in Martinszka Vesz, Zagrabeae, Typis Cajetni Farncisci Härl, Inclyti Regni Croatiae Typographi (1760)
- Cabala de lesu Lotto et varia Fortuna quam Ecclesiae SS. Trinitatis sub Castro Okich fundatae, Parochuis MIChaeL SILLoboD eXposVIt. Zagrabiae (1768)